# Рябов, Андрей Анатольевич
Андре́й Анато́льевич Ря́бов (род. 29 декабря 1969, Артём, Приморский край, СССР) — советский и российский футболист, полузащитник, тренер.

## Карьера

### Клубная
Футболом начал заниматься в 13 лет. Первый тренер — Павел Филь. В 1991 году попал в находкинский «Океан», за который одно время выступал в Высшей лиге. В 1996 году покинул команду. С 1997 по 2001 год выступал в Первом дивизионе. Играл за «Зарю», «Сатурн», ставропольское «Динамо», липецкий «Металлург», читинский «Локомотив». В 2002—2003 годах был игроком клуба «Луч-Энергия». В 2003 году вернулся в «Океан». В 2005 году перешёл в клуб «Портовик-Энергия», где через год завершил карьеру.
В Высшей лиге провёл 29 матчей.

### Тренерская
В 2007 году был главным тренером клуба «Портовик-Энергия», затем руководил уссурийским «Автодизелем». Несколько лет работал спортивным директором клуба «Мостовик-Приморье». В 2012 году входил в тренерский штаб «Луча-Энергии».

## Достижения
- Победитель Первого дивизиона: 1998
- Победитель зоны «Восток» Второй лиги: 1991

## Личная жизнь
Брат Юрий — также футболист, выступал на профессиональном уровне за «Океан».